# پیرینو پراتی
پیرینو پراتی (به ایتالیایی: Pierino Prati) (زاده ۱۳ دسامبر ۱۹۴۶ – درگذشته ۲۲ ژوئن ۲۰۲۰) بازیکن فوتبال اهل ایتالیا بود که در پست مهاجم بازی می‌کرد. او از سال ۱۹۶۸ تا ۱۹۷۴ عضو تیم ملی ایتالیا بود و ضمن حضور در ۱۴ بازی ملی، ۷ گل برای تیم ملی کشورش به‌ثمر رساند.
پراتی در ۲۲ ژوئن ۲۰۲۰، پس از تحمل یک دوره بیماری درگذشت.

## افتخارات

### باشگاهی
میلان
- سری آ: ۶۸–۱۹۶۷
- جام حذفی فوتبال ایتالیا: ۷۲–۱۹۷۱، ۷۳–۱۹۷۲
- لیگ قهرمانان اروپا: ۶۹–۱۹۶۸
- جام برندگان جام اروپا: ۶۸–۱۹۶۷، ۷۳–۱۹۷۲
- جام بین قاره‌ای فوتبال: ۱۹۶۹

### بین‌المللی
ایتالیا
- جام ملت‌های اروپا: ۱۹۶۸
- جام جهانی فوتبال: نائب قهرمان ۱۹۷۰

### فردی
- آقای گل سری آ: ۶۸–۱۹۶۷ (۱۵ گل)[۴][۷]
- تالار افتخارات آ.ث. میلان[۴]